# Pâté en croûte
Le pâté en croûte (ou pâté-croûte en champenois) est une charcuterie pâtissière composée d'un pâté cuit dans une pâte feuilletée ou dans une pâte brisée. En entrée froide, il comporte de la gelée à son sommet et se cuisine dans une terrine.

## Histoire
Au Moyen Âge, pâtés en croûte et terrines constituaient une des principales bases de la cuisine seigneuriale (cuisine médiévale) en ce qui concerne les plats de viande. Ces deux modes de préparation permettaient de conserver la viande plus longtemps. La croûte de ce pâté n’était d’ailleurs initialement pas conçue pour être consommée, mais seulement pour aider à la cuisson et à la conservation. Avec le temps, les pâtissiers ont opté pour une croûte comestible. De nos jours, plus de 6 531 tonnes de pâtés en croûte sont consommées en France chaque année.

## Variantes
Il en existe de nombreuses variantes, notamment régionales, qui diffèrent avant tout par le type de pâté à l'intérieur, généralement constitué de veau et de porc, mais avec de très nombreuses variantes, notamment de la volaille. Il y a également une possibilité de farce avec du gibier, seul ou parfumé par un mélange dans la farce avec des champignons ou des pistaches par exemple.
Une des variantes les plus fréquentes est le pâté en croûte Richelieu. Il comporte une mousse de foies de volailles en son centre.
Ce mets est servi généralement en entrée de repas. Mais, sous une forme plus petite, il peut être servi en apéritif : il s'agit alors du pâté en croûte cocktail.

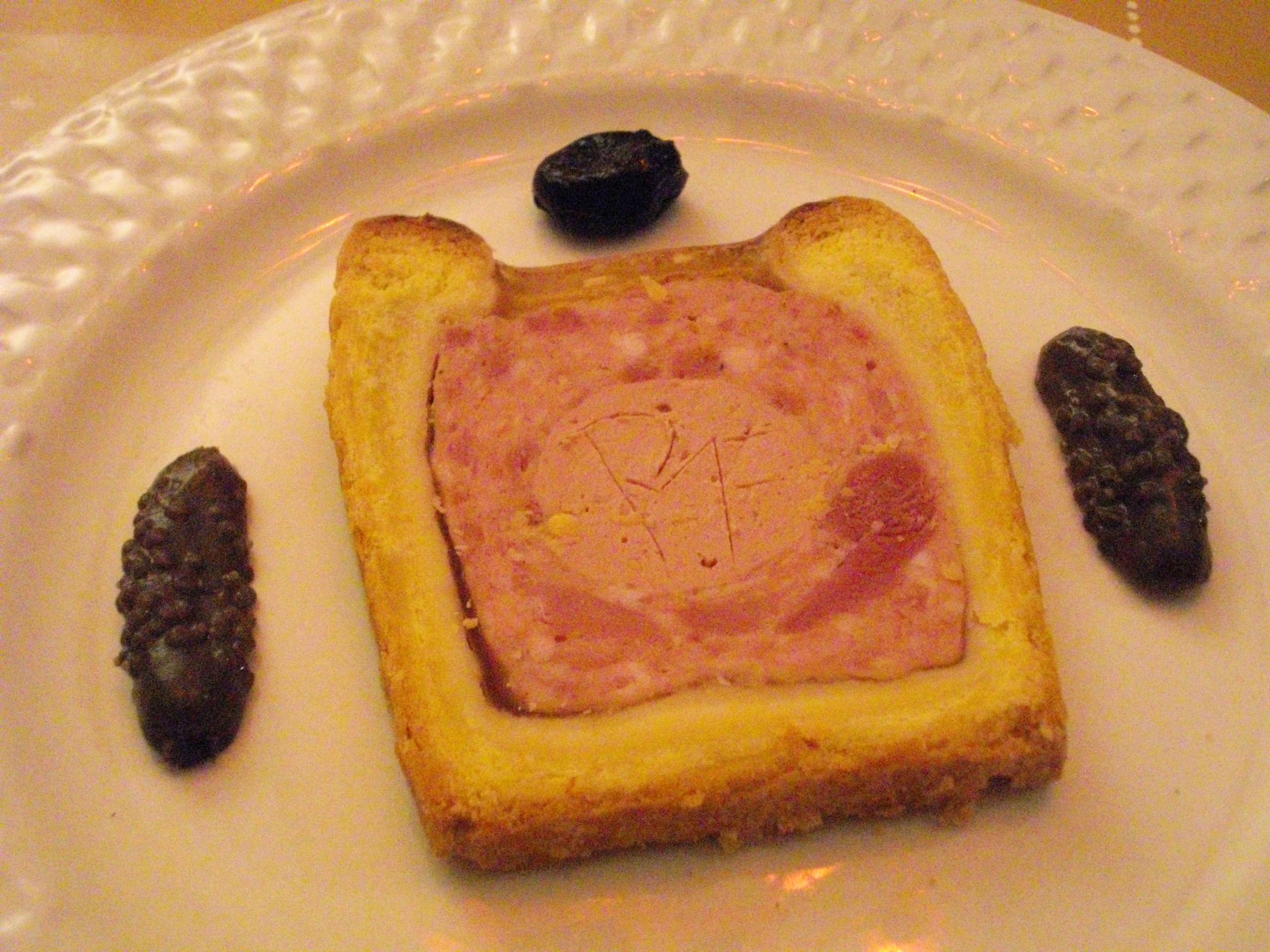
Pâté en croûte de type Richelieu, accompagné de deux moitiés de cornichon et d'une olive noire.
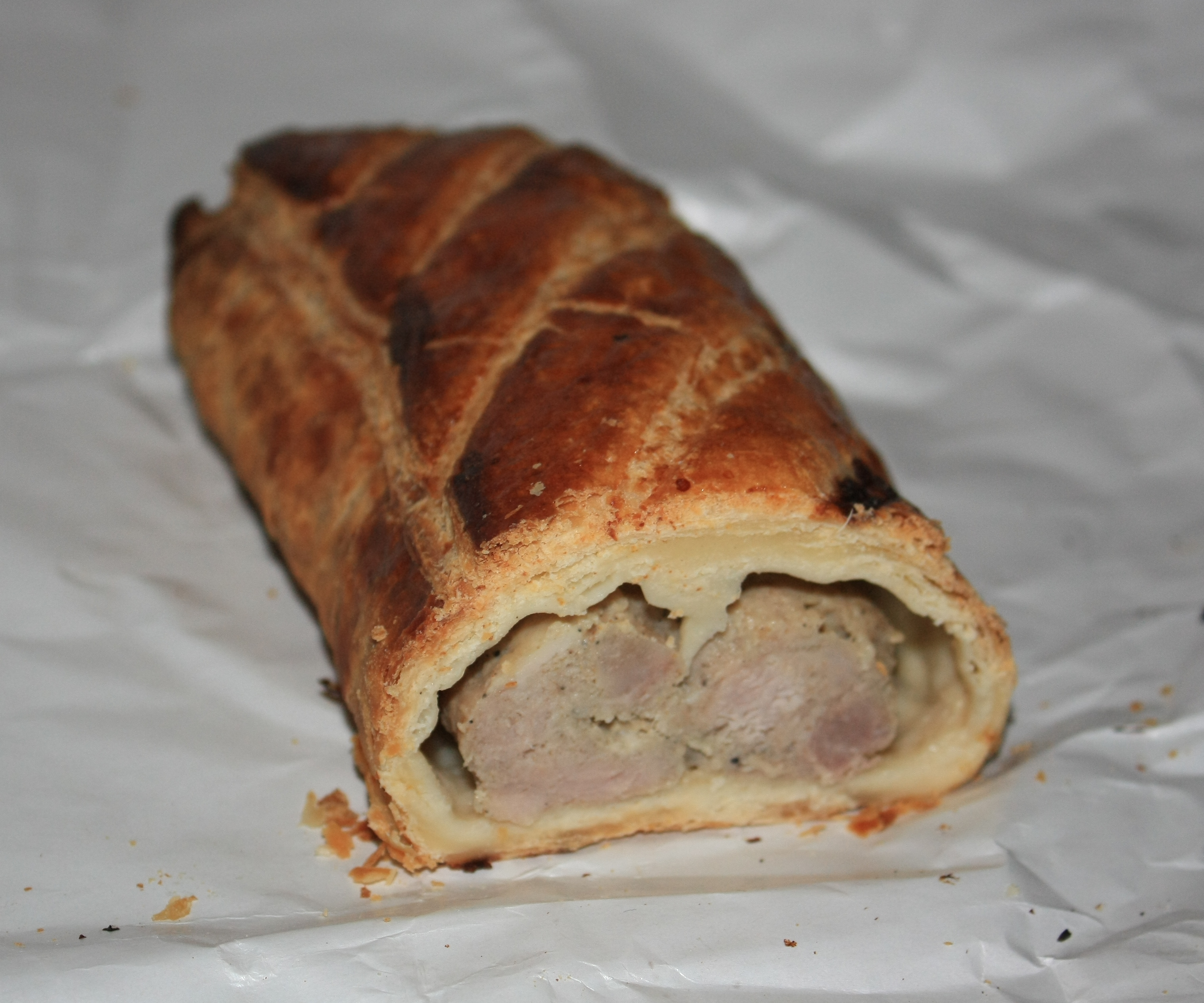
Pâté-croûte champenois (la recette diffère principalement du pâté en croûte par l'absence de gelée et par le fait qu'il se mange habituellement tiède et non froid).
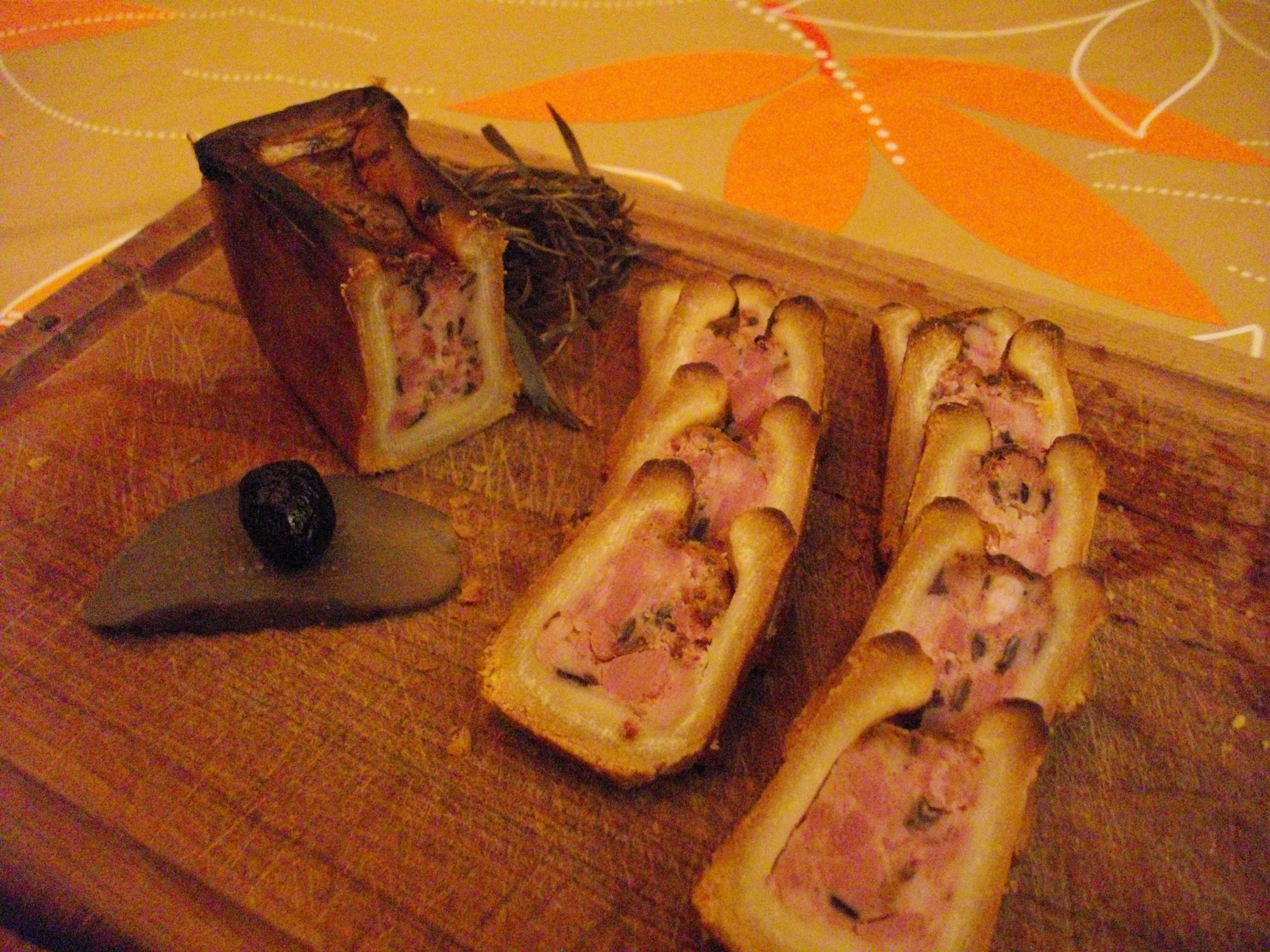
Pâté en croûte cocktail aux morilles, présenté tranché avec une olive posée sur un cornichon.
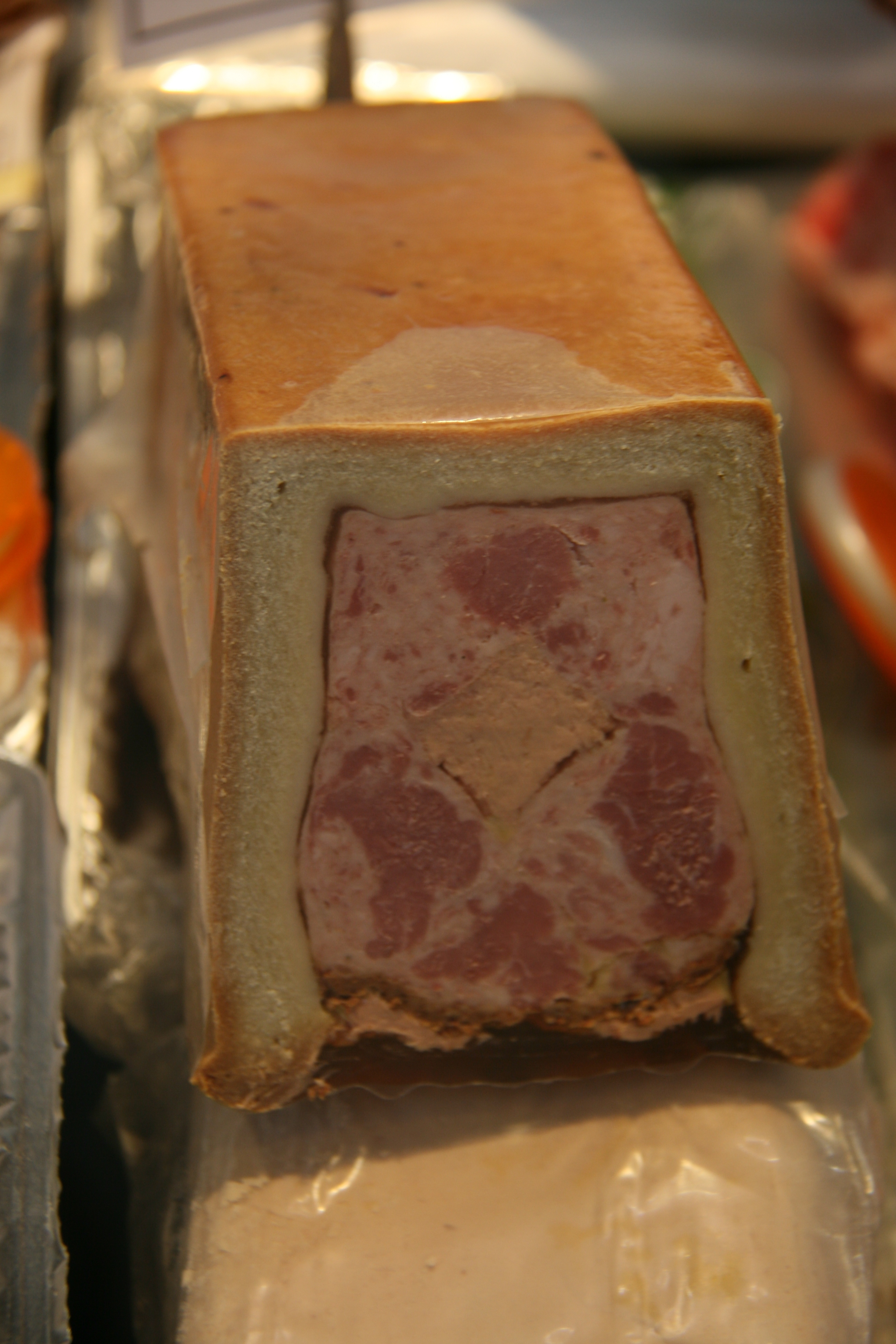
Pâté en croûte chez un traiteur (présenté ici à l’envers).
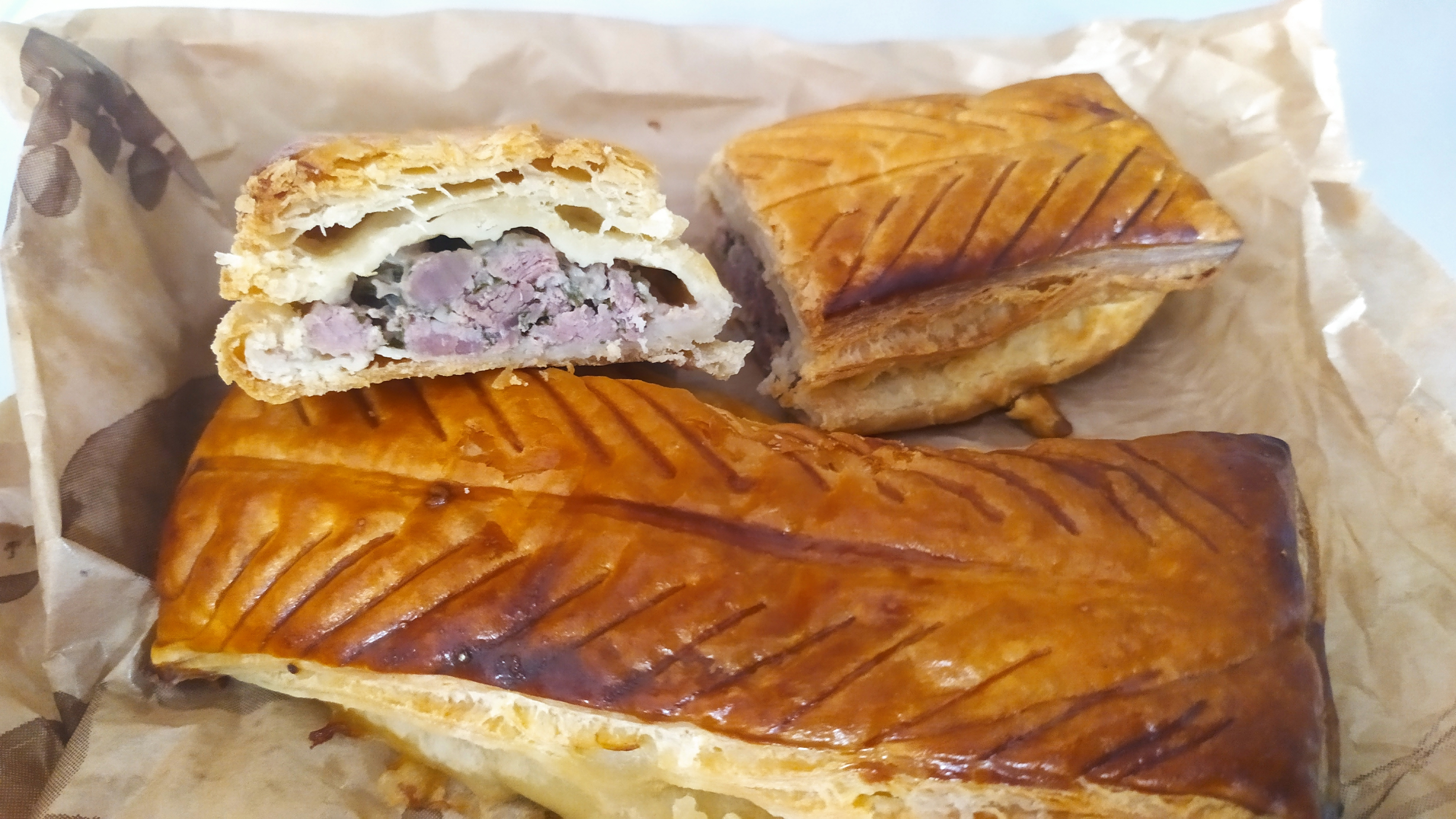
Pâté lorrain.

En Champagne-Ardenne, la variante « pâté-croûte » est constituée de viande de porc hachée, liant des morceaux de lapin, volaille, veau ou porc, marinée par exemple au marc de Champagne et aux aromates, fourrant une pâte feuilletée croustillante, à la manière d'un jambon en croûte. Elle est servie chaude, souvent comme plat unique avec une salade verte. Le pâté lorrain est une préparation assez proche qui se distingue par la marinade composée de vin, d'échalote et de persil préalable à la cuisson qui, plus lente, donne un goût et répand des odeurs plus subtiles.

## Service
Le pâté en croûte est généralement servi en hors-d'œuvre accompagné de condiments, notamment de cornichons, d'oignons grelots, de moutarde ou d'une salade verte.

## Concours et championnats

### Concours internationaux
- Le Championnat du Monde de pâté-croûte est organisé par la Confrérie du Pâté Croûte, créée en 2009[2]. Il remet un prix chaque année à un niveau international. Le titre de champion du monde de pâté-croûte a été décerné :
  - en 2009, à Florian Oriol, du bouchon lyonnais Daniel & Denise à Lyon[3] ;
  - en 2010, à Éric Métivier, de la maison Lenôtre à Paris[3] ;
  - en 2011, à Eric Desbordes, du restaurant 114 Faubourg à Paris[3] ;
  - en 2012, à Yoann Lastre, du restaurant La Tour d'Argent à Paris[3] ;
  - en 2013, à Jean-François Malle, du restaurant La Rotonde à Charbonnières-les-Bains[3] ;
  - en 2014, au Japonais Hideyuki Kawamura, du restaurant Lameloise à Chagny[3] ;
  - en 2015, à Karen Torosyan, du restaurant Bozar à Bruxelles[3] ;
  - en 2016, à Jérémy Delore, de la Ferme du Poulet à Villefranche-sur-Saône[4] ;
  - en 2017, au Japonais Chikara Yoshitomi, du restaurant L’Ambroisie de Bernard Pacaud à Paris[5] ;
  - en 2018, à Daniel Gobet, de So Good Traiteur à Divonne-les-Bains[6] ;
  - en 2019, au Japonais Osamu Tsukamoto, du Cerulean Tower Tokyu Hotel à Tokyo[6] ;
  - en 2021, au Japonais Kohei Fukuda, du Takara Shokuhin Kogyo Bütz Delicatessen à Tokyo[4] ;
  - en 2022, au Japonais Ryutaro Shiomi, du Kobe Kinato à Kobe[7] ;
  - en 2023, à Frédéric Le Guen-Geffroy, du restaurant Club TP90 à Paris[8].

- Il existe également un concours du Pâté en croûte international au Canada : le Pâté croûte Fest[9].

### Concours nationaux
- Le Championnat de France de Pâté Croûte de France de la « confrérie Saint Antoine » (créée en 1963), destiné aux moins de 30 ans, se déroule à Rungis[10].
- Le Meilleur Pâté-Croûte de Montagne, organisés dans le cadre de Toquicimes à Megève [11].
- Le meilleur cuisinier amateur (ou apprenti !) de pâtés en croûte, par les Collectionneurs associés à la page Instagram Pâté en croûte France [12].
- Le concours du festival national des Pâtés en Croûte des Provinces françaises, organisé par la « Confrérie des fins gourmets euréliens » (créée vers 2010) qui se déroule aux Artisanales de Chartres [13].
- Le concours de Pâté en croûte d’exception, organisé par l'université ouverte des sciences gastronomiques et l’UMIH 37, à la Villa Rabelais à Tours, en partenariat avec la Chambre des métiers et de l’artisanat du Centre Val de Loire, l’association Touraine gourmande, et le Réseau des Lycées hôteliers et CFA de l’Académie d'Orléans-Tours[14].